# Mangaancyclopentadienyltricarbonyl
Mangaancyclopentadienyltricarbonyl of MCT (uit het Engels: Manganese Cyclopentadienyl Tricarbonyl) is een anorganische mangaanverbinding met als brutoformule C8H5MnO3. De stof komt voor als heldere, gele kristallen, die slecht oplosbaar zijn in water. MCT sublimeert rond 76°C.

## Toepassingen
Net zoals het analoge methylcyclopentadienylmangaantricarbonyl wordt mangaancyclopentadienyltricarbonyl toegevoegd aan benzine als antiklopmiddel.

## Toxicologie en veiligheid
De stof ontleedt bij verhitting, met vorming van giftige en corrosieve dampen.
De stof is irriterend voor de huid. Ze kan effecten hebben op de longen en het zenuwstelsel, met als gevolg respectievelijk longoedeem en stuiptrekkingen. De drempelwaarde voor MCT bedraagt 0,1 mg/m³.